# بول تور
بول تور (بالفرنسية: Paul Torre)‏ مواليد 18 مايو 1953 في تولوز، هو لاعب كرة مضرب فرنسي سابق بدأ مسيرته كمحترف سنة 1980. أعلى تصنيف له في الفردي كان المركز الـ 145 في سنة 1982. أعلى تصنيف له في الزوجي كان المركز الـ 401 في سنة 1985.